# Ion Lăpușneanu
Ion Lăpușneanu (ur. 8 grudnia 1908, zm. 25 lutego 1994) – rumuński piłkarz i trener, reprezentant kraju.

## Kariera klubowa
Lăpușneanu swoją przygodę z futbolem rozpoczął w 1926 w zespole Venus Bukareszt. Sezon 1928/29 spędził w Banatul Timișoara, grającym w Mistrzostwach Rumunii. Od 1929 do 1931 reprezentował barwy drużyny Sportul Studențesc, z której to powrócił do Venusa. Jako zawodnik Venusa dwukrotnie zdobył mistrzostwo Rumunii w sezonach 1931/32 i 1933/34.
W 1935 został piłkarzem CFR Bukareszt, przemianowanego rok później na Rapid. W barwach Rapidu zdobył Puchar Rumunii w sezonie 1936/37. Karierę piłkarską zakończył w 1938 w drugoligowym zespole Gloria CFR Galați.
| Sezon   | Klub               | Kraj    | Rozgrywki           | Mecze | Bramki |
| ------- | ------------------ | ------- | ------------------- | ----- | ------ |
| 1926/27 | Venus Bukareszt    | Rumunia |                     |       |        |
| 1927/28 | Venus Bukareszt    | Rumunia |                     |       |        |
| 1928/29 | Banatul Timișoara  | Rumunia | Mistrzostwa Rumunii |       |        |
| 1929/30 | Sportul Studențesc | Rumunia |                     |       |        |
| 1930/31 | Sportul Studențesc | Rumunia |                     |       |        |
| 1931/32 | Venus Bukareszt    | Rumunia | Mistrzostwa Rumunii | 11    | 0      |
| 1932/33 | Venus Bukareszt    | Rumunia | Liga I              | 12    | 0      |
| 1933/34 | Venus Bukareszt    | Rumunia | Liga I              | 7     | 0      |
| 1934/35 | Venus Bukareszt    | Rumunia | Liga I              | 2     | 0      |
| 1935/36 | Rapid Bukareszt    | Rumunia | Liga I              | 7     | 0      |
| 1936/37 | Rapid Bukareszt    | Rumunia | Liga I              | 5     | 0      |
| 1937/38 | Gloria CFR Galați  | Rumunia | Liga II             |       |        |

## Kariera reprezentacyjna
Karierę reprezentacyjną rozpoczął 15 września 1929 meczem przeciwko Bułgarii, który Rumunia wygrała 3:2. Zyskał uznanie w oczach trenera Constantina Rădulescu, który powołał go na Mistrzostwa Świata 1930. Podczas turnieju zagrał w dwóch spotkaniach przeciwko Peru oraz gospodarzom turnieju Urugwajowi.
Po raz ostatni w barwach Rumunii zagrał 2 października 1932 w spotkaniu przeciwko Polsce, przegranym 0:5. Łącznie w latach 1929–1932 zagrał w 10 spotkaniach reprezentacji Rumunii.
| Mecze i gole w reprezentacji | Mecze i gole w reprezentacji | Mecze i gole w reprezentacji | Mecze i gole w reprezentacji | Mecze i gole w reprezentacji | Mecze i gole w reprezentacji | Mecze i gole w reprezentacji |
| #                            | Data                         | Miasto                       | Przeciwnik                   | Gol                          | Wynik                        | Rozgrywki                    |
| ---------------------------- | ---------------------------- | ---------------------------- | ---------------------------- | ---------------------------- | ---------------------------- | ---------------------------- |
| 1.                           | 15.09.1929                   | Sofia                        | Bułgaria                     |                              | 3:2                          | towarzyski                   |
| 2.                           | 04.05.1930                   | Belgrad                      | Jugosławia                   |                              | 1:2                          | towarzyski                   |
| 3.                           | 25.05.1930                   | Bukareszt                    | Grecja                       |                              | 8:1                          | Balkan Cup                   |
| 4.                           | 14.07.1930                   | Montevideo                   | Peru                         |                              | 3:1                          | MŚ 1930                      |
| 5.                           | 21.07.1930                   | Montevideo                   | Urugwaj                      |                              | 0:4                          | MŚ 1930                      |
| 6.                           | 12.10.1930                   | Sofia                        | Bułgaria                     |                              | 3:5                          | Balkan Cup                   |
| 7.                           | 08.05.1932                   | Bukareszt                    | Austria                      |                              | 4:1                          | Puchar Europy Centralnej     |
| 8.                           | 28.06.1932                   | Belgrad                      | Grecja                       |                              | 3:0                          | Balkan Cup                   |
| 9.                           | 03.07.1932                   | Belgrad                      | Jugosławia                   |                              | 1:3                          | Balkan Cup                   |
| 10.                          | 02.10.1932                   | Bukareszt                    | Polska                       |                              | 0:5                          | towarzyski                   |

## Kariera trenerska
Po zakończeniu kariery sportowej, przez 4 lata nie pracował w żadnym zespole piłkarskim. Podczas II wojny światowej, w 1942, Lăpușneanu został selekcjonerem reprezentacji Rumunii. Poprowadził ten zespół łącznie w trzech spotkaniach.
| Mecze reprezentacji Rumunii prowadzone przez Lăpușneanu | Mecze reprezentacji Rumunii prowadzone przez Lăpușneanu | Mecze reprezentacji Rumunii prowadzone przez Lăpușneanu | Mecze reprezentacji Rumunii prowadzone przez Lăpușneanu | Mecze reprezentacji Rumunii prowadzone przez Lăpușneanu | Mecze reprezentacji Rumunii prowadzone przez Lăpușneanu | Mecze reprezentacji Rumunii prowadzone przez Lăpușneanu |
| #                                                       | Data                                                    | Miasto                                                  | Przeciwnik                                              | Gol                                                     | Wynik                                                   | Rozgrywki                                               |
| ------------------------------------------------------- | ------------------------------------------------------- | ------------------------------------------------------- | ------------------------------------------------------- | ------------------------------------------------------- | ------------------------------------------------------- | ------------------------------------------------------- |
| 1.                                                      | 16.08.1942                                              | Bytom                                                   | III Rzesza                                              |                                                         | 0:7                                                     | towarzyski                                              |
| 2.                                                      | 23.08.1942                                              | Bratysława                                              | Słowacja                                                |                                                         | 0:1                                                     | towarzyski                                              |
| 3.                                                      | 11.10.1942                                              | Bukareszt                                               | Chorwacja                                               |                                                         | 2:2                                                     | towarzyski                                              |

W sezonie 1948/49 pracował jako trener w Politehnica Timișoara. W latach 1951–1952 prowadził Flacăra Petroșani. Trzykrotnie obejmował stanowisko trenera zespołu Argeș Pitești w latach 1953–1954, 1955–1956 oraz 1958–1959. Argeș było ostatnim zespołem prowadzonym przez Lăpușneanu.

## Sukcesy
Venus Bukareszt
- Mistrzostwo Liga I (2): 1931/32, 1933/34

Rapid Bukareszt
- Puchar Rumunii (1): 1936/37